# Second Dimension
Second Dimension（セカンド・ディメンション）は日本のフュージョンバンド・DIMENSIONが1994年に発表したスタジオ・アルバムである。

## 解説
- 通算3枚目となる今作はサックスを担当する勝田一樹を大々的にフィーチャーした作品と言える。全10曲中4曲が勝田のペンによる。5曲目に収録されている「Beat #5」はライヴでも度々取り上げられるなど彼らの代表作となった。レコーディングには前作の『FIRST DIMENSION』同様、青木智仁や菅沼孝三など親交のあるメンバーが参加した。
- この作品からDIMENSIONの3人によるセルフ・プロデュースとなる。
- 94年ADLIB誌ベストレコードジャパニーズフュージョン部門を受賞したため、DIMENSIONにとっては初受賞作品となった[1]。

## 批評
CDジャーナルは「ファンキーでグルーヴィー、そのうえメロディアスな世界が展開する」と評した。

## 曲目
1. Are You Gonna Win?（勝田一樹 作曲／DIMENSION 編曲）
2. Early Morning（勝田一樹 作曲／DIMENSION 編曲）
3. It's Up To You（増崎孝司 作曲／DIMENSION 編曲）
4. Sea In The Moon（増崎孝司 作曲／DIMENSION 編曲）
5. Beat #5（勝田一樹 作曲／DIMENSION 編曲）
6. F-Blues（小野塚晃 作曲／DIMENSION 編曲）
7. 2nd Street（小野塚晃 作曲／DIMENSION 編曲）
8. Running from Zero（勝田一樹 作曲／DIMENSION 編曲）
9. 煌星（Kiraboshi）（小野塚晃 作曲／DIMENSION 編曲）
10. This Time（増崎孝司 作曲／DIMENSION 編曲）

## レコーディング・ミュージシャン
- DIMENSION
  - 増崎孝司 - Guitar
  - 小野塚晃 - Piano, Keyboards, Loop Drums, Synth Bass
  - 勝田一樹 - Saxophone
- ゲスト・ミュージシャン
  - 菅沼孝三 - Drums（#1, #6）
  - 石川雅春 - Drums（#2, #5）
  - 江口信夫 - Drums（#3, #7, #10）
  - 渡嘉敷祐一 - Drums（#4）
  - 青木智仁 - Bass（#1, #2, #3, #5, #6, #7, #10）
  - 渡辺直樹 - Bass（#4）
  - 佐々木史郎 - Trumpet（#3）
  - 小林太 - Trumpet（#3）
  - 中路英明 - Trombone（#3）